# Biorytmy
Biorytmy je studiové hudební album skupiny Tata Bojs vydané na jaře roku 2002.
Album se dostalo hned po vydání do čela albového žebříčku IFPI, kde vystřídalo skupiny Těžkej Pokondr a Rebelové. Klip k písni Tanečnice se umístil v televizních hitparádách Eso a Medúza. Na podzim 2002 natočili Tata Bojs klip i k písni Attention Aux Hommes! (s melodií z filmu Piti Piti Pa). Jeho tématem je souboj mezi českým a francouzským týmem ve zvláštním druhu tance. Porotu soutěže hrají ve videoklipu i Vlastimil Harapes, či Jan Rejžek. V roce 2002 získal klip také cenu Anděl pro nejlepší videoklip roku.

## Seznam písní
1. Náměsíčná
2. Vlezlá
3. B.M.O.
4. Tanečnice
5. Dubová Psychóza
6. Snová
7. Attention Aux Hommes!
8. Časová
9. Vozejček
10. Šťastnější
11. Shower Girl
12. Růžová Armáda